# 高尾颯斗
高尾 颯斗（たかお はやと、1999年9月17日 - ）は、日本の歌手、ラッパー、ダンサー。
静岡県三島市出身で、スターダストプロモーション制作3部に所属し、5人組ダンス&ボーカルグループ・ONE N' ONLYのリーダー、ラップ&ダンサーとして活動している。かつてはEBiDAN内のユニット・さとり少年団のメンバーでもあり、グループ両立期を経て現在はONE N’ ONLYに専念している。弟は10人組ダンス&ボーカルグループ・BUDDiiSのFUMIYA（高尾楓弥）。

## 略歴
幼少期からダンスに親しみ、母親の勧めで小学1年生から地元のダンススクールに通い始めた。中学卒業までヒップホップダンスを習い、中学3年生の時にダンスを職業にすることを志す。地元ではなく、東京のダンスと音楽の専門高校への進学を決め、入学直後に行われたユニットメンバーのオーディションに合格して事務所に所属した。以降は、地元から新幹線で通学しながら学業とレッスンを両立させた。2015年7月18日、EBiDANの山下永玖・上村謙信とともに3人組ユニット「さとり少年団」を結成し、ストリートライブを中心に活動を開始する。2017年11月にシングル「ヘルプ ユー」でCDデビューを果たし、翌2018年3月には初のワンマンライブを開催。続く2018年5月9日には2ndシングル「WE/GO」をリリースした。
2018年4月29日と5月6日にEBiSSHとのツーマンライブで、両グループの合同プロジェクトとして7人組ユニット「One And Only」が初披露され、後に正式グループ名を「ONE N’ ONLY」に改めて合同活動を開始した。以降、高尾はONE N’ ONLYとさとり少年団の双方で活動を行った。同年11月21日にデビューシングル「I’M SWAG」をリリースし、本格始動する。2019年にはグループとして東名阪Zeppツアーを開催するなど精力的に活動し、楽曲「Dark Knight」「Category」が日本テレビ系音楽番組のテーマ曲に起用された。2020年1月21日、高尾はブログで「しばらくONE N’ ONLYの活動に集中する」と発表し、これに伴いさとり少年団の活動は事実上休止状態となった。同年4月、1stアルバム『ON’O』をリリースしている。
高尾はグループ活動と並行し、ソロでのメディア出演も行っている。2018年4月公開のオムニバス映画『海辺の週刊大衆』でスクリーンデビュー。2021年1月期の日本テレビ系ドラマ『FAKE MOTION -たったひとつの願い-』に宇佐美礼一役で出演し、同年4月上演の舞台『FAKE MOTION -THE SUPER STAGE-』でも同役を演じた。2020年4月1日から2025年3月26日まではFMヨコハマのラジオ番組「E★K radio〜HAYATOのWatch Out! Radio」で毎週水曜のDJを務めた。2023年3月にはONE N’ ONLY主演の青春映画『バトルキング!! -We'll rise again-』が公開され、高尾は主人公チーム「Jackpotz」のメンバー・直江愛之助役を演じた。同作には実弟の高尾楓弥も直江龍之介役で出演しており、劇中で兄弟役として共演している。続編となる『BATTLE KING!! Map of The Mind -序奏・終奏-』が2025年2月と3月に2作連続公開され、高尾兄弟を含む主要キャストが再集結した。さらに2025年3月には舞台『聖剣伝説3 TRIALS of MANA THE STAGE』にて紅蓮の魔導師役を務めるなど、近年は俳優としても活動の幅を広げている。

## 人物
グループ内ではリーダーとして主にラップとダンスを担当し、自ら振り付けを手がける場面も多い。7歳からダンスを始め培った実力は高く評価されており、日本テレビのダンスコンテスト番組「THE DANCE DAY」では応募数967チーム中で一次予選を通過した経験を持つ。メンバー想いで観察力が鋭く、自身にも他者にもストイックな努力家であると評されている。実際、高校時代に夢のため東京への通学を選んだエピソードや、日頃から体づくりの筋力トレーニングに励んでいる姿からも、その勤勉さが窺える。ダンスパフォーマンスではキレのあるダイナミックな動きで観客を魅了し、グループの振付面でも“ダンスリーダー”としてメンバーを牽引している。
趣味はK-POP鑑賞やウィンドウショッピングで、特に世界的なボーイズグループであるBTSにも関心が高い。酸っぱい食べ物が好物で、とりわけ梅干しが好きだと公言している。また未確認生物の研究にも興味があり、空き時間にはそうした未知の生物について調べるのを楽しみにしている。パワースポット巡りの一環で神社を訪れることも好んでおり、地元・三嶋大社には毎年欠かさず初詣に出向いているという。好きなアーティストとしてクリス・ブラウンの名を挙げており、その圧倒的なパフォーマンスに強い影響を受けている。
家族構成は両親と弟がおり、弟の高尾楓弥もEBiDAN発のグループ・BUDDiiSで活動するアーティストである。兄弟仲は非常に良く、互いを「はやちん」「ふみ」と愛称で呼び合っている。高尾はメンバーやファンからも「高尾兄弟」の兄として親しまれており、インタビューやSNSでも弟とのエピソードを語ることが多い。メンバーからは「ONE N’ ONLYのまとめ役」「頼れる兄貴分」として信頼されており、ファンからも真面目で面倒見の良いリーダーとして支持を集めている。グループ名「ONE N’ ONLY」（唯一無二）の通り、高尾自身「グループで唯一無二の存在になりたい」という強い思いを持ち続けており、そのリーダーシップと向上心でグループ全体を牽引している。

## 出演

### テレビドラマ
- FAKE MOTION -たったひとつの願い-（2021年1月20日 - 3月11日、日本テレビ） - 宇佐美礼一 役[18][19]

### バラエティ
- R4 STREET DANCE シーズン2（2024年11月18日 - 2025年3月10日、フジテレビ） - Rep.[36][37]

### 映画
- 海辺の週刊大衆（2018年4月14日）[38]
- バトルキング!! -We'll rise again-（2023年3月10日） - 主演・直江愛之助 役（ONE N' ONLYとして主演）[24]
  - BATTLE KING!! Map of The Mind -序奏・終奏-（2025年2月14日・3月14日）[26][27]
- STARDUST ZERO vol.1『ブーンがきこえる』（2025年5月30日） - 主演・正井理一 役[39]
- エリカ（2026年〈予定〉） - 黒石亮 役[40][41]

### 舞台
- 舞台「FAKE MOTION -卓球の王将-」（2020年7月2日 - 10日、品川プリンスホテル ステラボール / 17日 - 26日、AiiA 2.5 Theater Kobe） - 宇佐美礼一 役2021年春に延期[42]
- FAKE MOTION -THE SUPER STAGE-（2021年4月19日 - 5月2日、品川プリンスホテル ステラボール） - 宇佐美礼一 役[20][21]
- 聖剣伝説3 TRIALS of MANA THE STAGE（2025年3月7日 - 16日、サンシャイン劇場 / 4月4日 - 6日、COOL JAPAN PARK OSAKA TTホール） - 紅蓮の魔導師 役[28][29]

### ラジオ
- Radio HITS Radio 番組内コーナー「HAYATOのDJ Time!」（2019年10月19日・26日・11月2日・9日、Fm yokohama）
- E★K radio〜HAYATOのWatch Out! Radio（2020年4月1日 - 2025年3月26日、Fm yokohama） - レギュラーDJ[22][23]
- Lovely Day♡ 「Always With You ～今、届けたい音楽～」（2020年4月28日、Fm yokohama） - プロジェクトコメント出演
- my朝（2020年5月14・15日、FMしまばら） - コメント出演
- 地域深耕！ふるさとラジオ（2020年5月14･15日、FMしまばら） - コメント出演
- コミュニティBox!（2020年5月14・15日、FMしまばら） - コメント出演

### 書籍
- 王子辞典 The NEW WAVE（2018年）
- MONOTONE CLASSY BOYS Vol.02 バックカバー（2019年）

### ライブ・イベント
- 「FAKE MOTION –卓球の王将-」オンラインファンミーティング 第1部（2020年6月13日）[43]
- FAKE MOTION 2021 SS LIVE SHOW（2021年3月25日・26日、東京ガーデンシアター）[44][45]
- Rakuten GirlsAward 2025 SPRING/SUMMER（2025年5月3日、国立代々木競技場第一体育館）[46]

### その他
- バンタンデザイン研究所高等部（2017年）[47]
- フジテレビ×日本郵政「推しに届け」（2024年8月8日・8月14日）  - レン 役[48][49]

## 作品

### 振付
| アーティスト | タイトル                   | 備考                            | 出典   |
| ------------ | -------------------------- | ------------------------------- | ------ |
| さとり少年団 | BREAK ME DOWN（rearrange） |                                 | [ 50 ] |
| 超特急       | The End For Beginning      | 超特急 ユーキのアシスタント     | [ 51 ] |
| ONE N' ONLY  | Black Hole                 | Apeace チョン・ヨンウクとの共作 | [ 52 ] |
| ONE N' ONLY  | Category                   | Apeace チョン・ヨンウクとの共作 | [ 53 ] |
| ONE N' ONLY  | Don't Worry                |                                 | [ 54 ] |
| ONE N' ONLY  | Beautiful                  |                                 | [ 55 ] |
| ONE N' ONLY  | L.O.C.A                    |                                 | [ 56 ] |
| ONE N' ONLY  | Too Much                   | ONE N’ ONLY EIKUとの共作        |        |

### CD
| 発売日        | タイトル                           | 規格                  | 規格品番                 | 参加曲               | 出典   |
| ------------- | ---------------------------------- | --------------------- | ------------------------ | -------------------- | ------ |
| 2021年2月24日 | FAKE MOTION －たったひとつの願い－ | CD+DVD                | TYCT-39148 (初回限定盤A) | 全形態共通 04. SMASH | [ 57 ] |
| 2021年2月24日 | FAKE MOTION －たったひとつの願い－ | CD+フォトブックレット | TYCT-39149 (初回限定盤B) | 全形態共通 04. SMASH | [ 57 ] |
| 2021年2月24日 | FAKE MOTION －たったひとつの願い－ | CD+フォトブックレット | TYCT-39150 (初回限定盤C) | 全形態共通 04. SMASH | [ 57 ] |
| 2021年2月24日 | FAKE MOTION －たったひとつの願い－ | CD                    | TYCT-39151 (通常盤)      | 全形態共通 04. SMASH | [ 57 ] |